# Измайлов, Наиль Камильевич
Измайлов Наиль Камильевич (род. 21 сентября 1976, Москва) — российский спортивный менеджер, президент «Футбольной национальной лиги».

## Биография
В 1999 году Измайлов окончил Московский Государственный Университет Природообустройства — магистр инженерной экологии, в 2004 MBA по стратегическому менеджменту, с 2004—2006 проходил аспирантуру в Дипломатической Академии МИД России на кафедре «Мировая экономика и международные экономические отношения».
С 2004—2006 генеральный директор «РегСтаэр-М» (сеть магазинов формата DUTY FREE).
С 2013 по 2019 вице-президент ФК «Спартак» Москва. С 2017 по 2019 также заместитель председателя совета директоров ФК «Спартак» Москва.
В октябре 2022 избран президентом «Футбольной Национальной Лиги».
В апреле 2025 был назван топ-менеджером года спортивной отрасли «Премии РБ».

## Деятельность в ФК «Спартак» Москва
В 2013 году по приглашению Федуна Л. А. вступил в проект «Тушино 2018» для развития спортивного кластера: строительство и развитие стадиона «Открытие Банк Арена», спортивной базы и многофункционального спортивно — концертного зала (последний так и не был реализован). Отдельной задачей было выделено создание системы самообеспечения футбольного клуба. В 2017 году в интервью газете «Советский спорт» на вопрос о самоокупаемости клуба, ответил: «Спартак — наиболее близкий к самоокупаемости из российских клубов».
В 2017 году стадион «Спартак» провел в своих стенах Кубок Конфедераций 2017, а в 2018 году Чемпионат Мира по футболу 2018. В период работы Измайлова в качестве вице-президента «Спартак» достиг одного из самых высоких показателей посещаемости и общего дохода. В апреле 2019 клуб объявил об оставке Наиля Измайлова и спортивного директора Сергея Родионова.

## Работа в ФНЛ
В феврале 2022 назначен исполнительным директором Футбольной национальной лиги. Под его руководством в марте 2022 «Матч ТВ» приобрел права на показ игр ФНЛ. В июне 2022 Букмекер «Мелбет» стал новым титульным партнером Первой лиги, сумма контракта — 1,5 млрд рублей за 3 года. В октябре 2022 по результатам голосования клубов лиги был избран президентом ФНЛ со сроком полномочий на 4 года. По поручению президента РФС Александра Дюкова возглавил комиссию по включению крымских клубов в состав ФНЛ. В мае 2023 года была проведена реформа Второй лиги с переходом на систему «осень-весна». Букмекерская компания «Леон» стала титульным партнером Второй лиги.

## Критика
В 2018 году, в период работы в ФК "Спартак " Москва, был подвержен активной критике в среде болельщиков за увольнение главного тренера Массимо Карреры. По мнению «Фратрии» в отставку был отправлен «лучший тренер команды» со времен Олега Романцева. В феврале 2019 в Москве были расклеены рекламные стенды с плакатами фильма «Фантастические твари». Только в главных ролях не Эдди Редмейн, Джонни Депп и Джуд Лоу, а футболисты московского «Спартака» Денис Глушаков, Дмитрий Комбаров, владелец клуба Леонид Федун и вице-президент Наиль Измайлов. Название выдуманного фильма — «Фантастические твари и когда они покинут „Спартак“». Отметились баннером болельщики хоккейного «Спартака» на матче против нижегородского «Торпедо», куда вошел в состав правления Наиль Измайлов. Впрочем, в интервью он отметил, что это чисто техническое назначение. В 2021 активно ходили слухи о возращении Измайлова в Спартак, однако, Наиль дал следующий комментарий: «Я не собираюсь возвращаться в „Спартак“, есть большой инвестпроект в европейском футболе, который я с удовольствием реализую».